# Kępie (Samostrzałów)
Kępie – część wsi Samostrzałów w Polsce, położona w województwie świętokrzyskim, w powiecie pińczowskim, w gminie Kije.
W latach 1975–1998 Kępie administracyjnie należało do województwa kieleckiego.